# Liste der Ortschaften im Bezirk Horn
Die Liste der Ortschaften im Bezirk Horn enthält die Gemeinden und ihre zugehörigen Ortschaften im niederösterreichischen Bezirk Horn (in Klammern stehen die Einwohnerzahlen zum Stand 1. Jänner 2024):
- Altenburg (480)
  - Burgerwiesen (141)
  - Fuglau (102)
  - Mahrersdorf (65)
  - Steinegg (38)

- Brunn an der Wild (351)
  - Atzelsdorf (62)
  - Dappach (57)
  - Dietmannsdorf an der Wild (131)
  - Frankenreith (13)
  - Fürwald (31)
  - Neukirchen an der Wild (92)
  - St. Marein (62)
  - Waiden (49)
  - Wutzendorf (12)

- Burgschleinitz-Kühnring
  - Amelsdorf (50)
  - Burgschleinitz (370) (Hauptort)
  - Buttendorf (73)
  - Harmannsdorf (80)
  - Kühnring (325)
  - Matzelsdorf (60)
  - Reinprechtspölla (160)
  - Sachsendorf (40)
  - Sonndorf (23)
  - Zogelsdorf (129)

- Drosendorf-Zissersdorf
  - Autendorf (36)
  - Drosendorf Altstadt (78)
  - Drosendorf Stadt (504) (Hauptort)
  - Elsern (65)
  - Heinrichsreith (59)
  - Oberthürnau (44)
  - Pingendorf (24)
  - Unterthürnau (7)
  - Wolfsbach (87)
  - Wollmersdorf (29)
  - Zettlitz (38)
  - Zissersdorf (207)

- Eggenburg (3061)
  - Engelsdorf (103)
  - Gauderndorf (101)
  - Stoitzendorf (243)

- Gars am Kamp (1911)
  - Buchberg am Kamp (53)
  - Etzmannsdorf am Kamp (98)
  - Kamegg (230)
  - Kotzendorf (47)
  - Loibersdorf (14)
  - Maiersch (123)
  - Nonndorf bei Gars (69)
  - Tautendorf (179)
  - Thunau am Kamp (404)
  - Wanzenau (35)
  - Wolfshof (41)
  - Zitternberg (271)

- Geras (433)
  - Dallein (140)
  - Fugnitz (40)
  - Goggitsch (129)
  - Harth (69)
  - Hötzelsdorf (160)
  - Kottaun (73)
  - Pfaffenreith (22)
  - Purgstall (39)
  - Schirmannsreith (45)
  - Sieghartsreith (80)
  - Trautmannsdorf (44)

- Horn (5499)
  - Breiteneich (376)
  - Doberndorf (34)
  - Mödring (465)
  - Mühlfeld (131)

- Irnfritz-Messern
  - Dorna (28)
  - Grub (30)
  - Haselberg (55)
  - Irnfritz (523) (Hauptort)
  - Klein-Ulrichschlag (89)
  - Messern (206)
  - Nondorf an der Wild (60)
  - Reichharts (89)
  - Rothweinsdorf (86)
  - Sitzendorf (43)
  - Trabenreith (129)
  - Wappoltenreith (83)

- Japons (230)
  - Goslarn (40)
  - Oberthumeritz (36)
  - Sabatenreith (59)
  - Schweinburg (81)
  - Unterthumeritz (102)
  - Wenjapons (97)
  - Zettenreith (50)

- Langau (649)
  - Hessendorf (41)

- Meiseldorf
  - Kattau (175)
  - Klein-Meiseldorf (390) (Hauptort)
  - Maigen (97)
  - Stockern (198)

- Pernegg (212)
  - Etzelsreith (34)
  - Lehndorf (31)
  - Ludweishofen (50)
  - Nödersdorf (76)
  - Posselsdorf (72)
  - Raisdorf (133)
  - Staningersdorf (82)

- Röhrenbach (149)
  - Feinfeld (83)
  - Germanns (18)
  - Gobelsdorf (29)
  - Greillenstein (11)
  - Neubau (41)
  - Tautendorf (40)
  - Winkl (115)

- Röschitz (727)
  - Klein-Jetzelsdorf (115)
  - Klein-Reinprechtsdorf (50)
  - Roggendorf (229)

- Rosenburg-Mold
  - Mold (342)
  - Mörtersdorf (136)
  - Rosenburg (298) (Hauptort)
  - Stallegg (12)
  - Zaingrub (69)

- St. Bernhard-Frauenhofen
  - Frauenhofen (500)
  - Groß Burgstall (188)
  - Grünberg (34)
  - Poigen (186)
  - St. Bernhard (290) (Hauptort)
  - Strögen (74)

- Sigmundsherberg (696)
  - Brugg (79)
  - Kainreith (149)
  - Missingdorf (106)
  - Rodingersdorf (303)
  - Röhrawiesen (63)
  - Theras (223)
  - Walkenstein (86)

- Straning-Grafenberg
  - Etzmannsdorf bei Straning (102)
  - Grafenberg (190)
  - Straning (275) (Hauptort)
  - Wartberg (129)

- Weitersfeld (656)
  - Fronsburg (112)
  - Heinrichsdorf (66)
  - Nonnersdorf (37)
  - Oberfladnitz (67)
  - Oberhöflein (134)
  - Obermixnitz (105)
  - Prutzendorf (47)
  - Rassingdorf (52)
  - Sallapulka (61)
  - Starrein (129)
  - Untermixnitz (77)